# Miodrag Božović
Miodrag Božović (Mojkovac, 22 de Junho de 1968) é um treinador e ex-futebolista montenegrino. Atualmente está sem clube.
Božović defendeu várias equipes durante o período como jogador, entre eles os iugoslavos Budućnost Titograd e Estrela Vermelha (onde conquistou a Copa da Iugoslávia, seu único título na carreira), os neerlandeses Waalwijk e Roosendaal, além de equipes da Indonésia, Chipre e Japão. Também chegou a defender a seleção iugoslava sub-21 durante uma oportunidade.
Logo após sua aposentadoria dos campos, começou sua carreira fora dele, como treinador. Seu primeiro clube foi o pequeno Beograd, de seu país natal. Seu primeiro grande sucesso realmente aconteceu enquanto treinava o Budućnost Podgorica (que fora seu primeiro clube como jogador), onde ficou vinte e sete partidas sem perder com a equipe, mas acabou saindo em fevereiro de 2007, após discordâncias. Božović também teve sucesso em suas passagens pelo Borac Čačak, onde conseguiu fazer a equipe ter um futebol vistoso, apesar de não ter tradição.
Após sua última passagem pelo Borac Čačak, acabou sendo contratado pelo mediano russo Amkar Perm. Na equipe russa, conseguiu em sua única temporada na equipe, um quarto lugar na liga russa, a melhor posição conquistada pela equipe na história, além da vaga na Copa da UEFA. Apesar da classificação para a competição europeia, acabou sendo contrato no final do ano pelo não maior Moscou. No início do campeonato, a equipe conseguiu bons resultados, se mantendo sempre entre os primeiros colocados, gerando especulações sobre uma possível transferência de Božović para o Zenit e CSKA Moscou, após saídas de Dick Advocaat e Juande Ramos, respectivamente.
Pouco tempo após ficar sem contrato com nenhum clube, devido a falência do Moscou, foi anunciado em 27 de abril de 2010 como novo treinador do Dínamo Moscou. Acabaria sendo demitido alguns dias antes de completar um ano à frente do Dínamo, em 21 de abril, logo após a derrota para o Rostov por 2 x 1 na Copa da Rússia e, a eliminação do clube.